# 稲木神社
稲木神社（いなぎじんじゃ）は、愛知県江南市にある神社。
式内社の尾張国丹羽郡稲木神社である。江戸時代は天道宮と称していたことから、「お天道さん」とも呼ばれている。

## 概略
- 創建時期は不明。一説によると古代の氏族の稲木別が、祖先の大中津日子命を祀り創建したという。
- 戦国時代の頃から所在不明となっていた。江戸時代、尾張藩国学者天野信景の調査により、式内社の稲木神社は丹羽郡寄木村の天道宮であることが判明する。
- 尾張藩の信仰が厚かったという。1724年（享保9年）、神仏習合により天道山高照寺として臨済宗の寺院となる。1741年（寛保元年）、尾張藩の命により愛知郡八事村野分新田（現名古屋市昭和区）に移転する。
- 1868年（明治元年）、神仏分離により稲木神社として天道山高照寺から分離独立。元の地に移転する。
- 1872年（明治5年）に村社、1923年（大正12年）に郷社になる。

## 祭神
- 天照大御神
- 大中津日子命
垂仁天皇の皇子であり、五十瓊敷入彦命の弟。古事記では男性であるが、日本書紀などでは「大中姫命」であり、女性である。
- 月夜見命
- 五百筒磐村命
- 須佐之男命
- 白山比咩命
- 火産霊神
- 祓戸四柱大神

## 文化財
江南市指定天然記念物
- むくろじ[1]

## 所在地
- 愛知県江南市寄木町稲木96

## 交通機関
- 名鉄犬山線 布袋駅より徒歩30分。